# Gopal Swarup Pathak

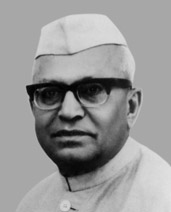
Gopal Swarup Pathak (1970)

Gopal Swarup Pathak (* 24. Februar 1896 in Bareli, Uttar Pradesh; † 31. August 1982) war ein indischer Jurist und Politiker, Oberster Richter Indiens und von 1969 bis 1974 vierter Vizepräsident Indiens.

## Biografie
Pathak studierte nach dem Schulbesuch Rechtswissenschaft an der University of Allahabad, war anschließend als Rechtsanwalt und dann als Richter tätig. Zuletzt wurde er 1945 Richter am Obergericht von Allahabad (Allahabad High Court).
Nach der Souveränität Indiens am 15. August 1947 begann er zugleich eine politische Laufbahn und war zwischen 1960 und 1966 Mitglied des Staatenhauses (Rajya Sabha). Des Weiteren war er auch Kanzler der University of Mysore, der Bangalore University sowie der Karnataka University.
Nach einer einjährigen Tätigkeit als Justizminister in der Regierung von Premierministerin Indira Gandhi zwischen 1966 und 1967 war er vom 13. Mai 1967 bis zum 30. Mai 1969 Gouverneur des Bundesstaates Karnataka.
Im Anschluss wurde er zum Vizepräsidenten Indiens gewählt und während seiner Amtszeit vom 31. August 1969 bis zum 30. August 1974 damit zugleich Präsident der Rajya Sabha. Dabei wurde er von Premierministerin Gandhi der damals amtierenden Präsidentin des Oberhauses Violet Alva vorgezogen, die daraufhin von diesem Amt zurücktrat.
Sein Sohn Raghunandan Swarup Pathak war ebenfalls Jurist und zwischen 1986 und 1989 Präsident des Obersten Gerichts, Oberster Richter Indiens.